# Kidentai
Le mot japonais kidentai (紀伝体), (« historiographie biographique ») désigne une forme d'histoire asiatique, qui, contrairement à l'ordre chronologique (編年体, hennentai, annales) est basée sur les biographies de personnages historiques.
En tant que tel, il s'agit avant tout d'un élément structurel de l'historiographie et non d'écrits fictionnels. Comme élément structurel cependant, le style kidentai est également une caractéristique des récits historiques (rekishi monogatari) du Japon. La littérature monogatari a exercé un effet durable sur l'écriture de l'histoire au Japon et, selon Jürgen Bernd, sur la création d'une langue littéraire autonome, indépendante de la Chine. L'ordre biographique et chronologique est un troisième type d'historiographie, complétée par les annales thématiquement structurées (紀事本末体, kiji honmatsutai).

## Formes
- Hongi (本紀) : enregistre les événements par ordre chronologique et les incidents qui sont associés à un tennō ou une dynastie. Le Kōso honki (huit maki) du Shiji du corpus de la littérature historique chinoise en est un exemple.
- Seika (世家) : contrairement au hongi, le seika ne rapporte que les événements relatifs aux préoccupations des seigneurs féodaux (comme les daimyōs). Les exemples en sont les registres de l'État Zhao (赵 世家 chōseika) ou les dossiers de Confucius dans le Shiji.
- Retsuden (列伝) : rend compte de la vie d'une seule personne, généralement un membre du gouvernement et dans ce contexte souvent aussi les us et coutumes des peuples étrangers.
- Shi (志) : documents historiques sur l'astronomie, la géographie, les institutions, les rites et la musique divisés par sujet.
- Hyō (表) : différents types de tableaux chronologiques dans le cadre d'une année ou d'un mois.
- Saiki (載記) : registres des pouvoirs et des divisions de pouvoirs indépendants dans différentes régions. Ils ressemblent à la seika en ce qu'ils signalent également les seigneurs qui s'arrogent la prétention de domination du tennō, mais en diffèrent en ce qu'ils comprennent également de nombreux héros de conflits armés et les origines des différends qui les opposent. D'abord utilisé dans le Jin Shu.
- Shushishō (修史詔) : dans les shushishō sont compilés les édits impériaux ou rassemblées des copies de documents faits à cette fin par décret impérial.
- Shii (四夷) : constitue un dossier historique des personnes de peuples étrangers qui disposent d'une certaine indépendance par rapport aux formes.[pas clair]
- Kokugokai (国語解) : représentation des dynasties étrangères et des particularités des langues étrangères avec explications jointes, par exemple : Liao Shi (遼史, Histoire de Liao).

## Caractéristiques
Contrairement aux annales (hennentai), qui lient les informations sur les pays et les personnes dans l'ordre chronologique, « l'historiographie biographique » (kidentai) est caractérisée par les répétitions et les redondances. Cette propriété les rend cependant plus faciles à comprendre. C'est avec les Annales des Printemps et Automnes ((zh)) que les premières annales triées par ordre chronologique sont utilisées en Chine. Cette situation change en faveur du kidentai avec le Shiji de l'historien chinois Sima Qian. Les Vingt-Quatre Histoires utilisent un peu le style kidentai ainsi que l'ouvrage historique japonais Dainihon-shi (大日本史).
Il existe aussi des documents dans le style kiji honmatsutai qui se présentent comme « annales thématiques » et rapportent des événements historiques avec de l'action. Les documents en kokushitai (国史体) traitent exclusivement du Japon et des événements spécifiques enregistrés dans l'ordre chronologique. C'est de cette forme de documents historiques que se développent les kanbunden (漢文伝) qui réunissent des biographies rédigées en kanbun.